# 宋言奇
宋言奇（1972年5月—），中国辽宁省大连市人，苏州大学社会学院教授，主要研究领域为环境社会学、城市社会学、社区治理。曾在中国社会科学院攻读博士、博士后。后任苏州大学社会学院教授、社会学系主任。曾主持中国国家社科基金项目、江苏省社科基金项目等多个项目。著有《重塑碧水蓝天》、《中国农村环境保护社区自组织研究》等书。